# James Goldman
James Goldman (Chicago, 30 de junho de 1927 - Nova Iorque, 28 de outubro de 1998) foi um roteirista, romancista e dramaturgo estadunidense. Em 1968, ele ganhou um Oscar por sua adaptação de O Leão no Inverno.
Seus outros roteiros incluíram Robin e Marian (filme estrelado por Sean Connery e Audrey Hepburn) e O Sol da Meia-Noite (com Mikhail Baryshnikov).

## Roteiros
- The Lion in Winter – 1968
- They Might Be Giants – 1971
- Nicholas and Alexandra – 1971
- Robin and Marian – 1976
- White Nights – 1985